# Mesocyclops cuttacuttae
Mesocyclops cuttacuttae – gatunek widłonoga z rodziny Cyclopidae. Nazwa naukowa tego gatunku skorupiaków została opublikowana w 1985 roku przez zespół zoologów w składzie Henri J. Dumont i Sibylle Maas.